# Barses z Edessy
Svatý Barses z Edessy také Barso, Barsa, Barsen, Barsas († 379? Egypt) byl biskup Edessy.

## Život
Byl poustevníkem v severní Mezopotámii. Některé zdroje uvádí, že byl nejprve biskupem v Carrhæ a roku 361 byl zvolen biskupem Edessy. Edesské záznamy spojují jeho jméno s výstavbou velké křtitelnice v Edesse. Brzy musel zaujmout tvrdý postoj k Ariánům, kteří způsobovali potíže. Roku 373 byl císařem Valensem vyhnán do exilu a to na fénický ostrov Aruad, kde začal působit. Roku 376 mu svatý Bazil Veliký poslal dva dopisy, v nich jej utěšoval a prosil o modlitby. Nakonec se císař rozhodl, že jej pošle do vyhnanství do egyptského Oxyrhynchu. Nakonec se dostal do města Philo nacházející se asi v Libyi. Zde také zemřel roku 378 či 379.
Jeho svátek se slaví 15. října.